# Diego Lainez Leyva
Diego Lainez Leyva (Villahermosa, Tabasco, México, 9 de junio de 2000) es un futbolista mexicano. Juega como extremo o centrocampista y su equipo es Tigres de la UANL de la Primera División de México. 

## Trayectoria

### Club América
Mediocampista o delantero de perfil zurdo, formó parte de las fuerzas inferiores del Club América desde la categoría sub-13 hasta la sub-17, dando el salto directamente al primer equipo en la Liga MX, de esta última.
El entrenador Ricardo La Volpe lo hizo debutar en el primer equipo el miércoles 1 de marzo de 2017, en juego de la Copa MX contra el Santos Laguna en el estadio TSM Corona, convirtiéndose en el tercer jugador más joven en la historia del club en jugar un partido, con 16 años y 8 meses. Su primer encuentro en la Liga MX es solo tres días después, el sábado 4 de marzo en un partido contra el León, siendo América visitante.
El 5 de julio de 2017, anotó su primer gol con el equipo en un duelo de preparación disputado en los Estados Unidos de América frente al Santos Laguna. El 4 de agosto de 2018 en el Estadio Hidalgo, anota su primer gol en juego oficial, esa noche logró un doblete ante el Pachuca, en la jornada 3 del Apertura 2018.

### Real Betis Balompié
El 10 de enero de 2019 se unió al Real Betis Balompié de Primera División de España en un contrato de cinco años por un valor de 14 millones de dólares. La medida lo convirtió en el jugador más joven en emigrar de la Liga MX, así como la segunda transferencia más cara pagada por un jugador mexicano de un club europeo. El equipo le entregó número 22. Hizo su debut en La Liga el 20 de enero en una victoria por 3-2 en casa sobre el Girona, haciendo su aparición como sustituto en el minuto 81. La semana siguiente, Lainez obtuvo un lugar en el once inicial y jugó 75 minutos en la derrota por 1-0 del Betis ante el Athletic de Bilbao. El 14 de febrero se convirtió en el jugador mexicano más joven en anotar en la Liga Europa de la UEFA en el empate de 3-3 ante el Stade Rennais en el partido de ida de la ronda de 32.
El 19 de diciembre anotó su segundo gol con el Betis, un tiro libre, en la victoria por 4-0 sobre el Antoniano en la primera ronda de la Copa del Rey.

### Sporting de Braga
El 29 de julio de 2022 renovó su contrato hasta 2025 y fue cedido al S. C. Braga para la temporada 2022-23. El acuerdo incluía una opción de compra por siete millones de euros. En enero de 2023, fue anunciada su salida del equipo.

## Selección nacional

### Categorías inferiores

#### Sub-17
Diego inició su proceso con la Selección Mexicana Sub-17 desde la primera convocatoria del año 2016, bajo el mando del técnico Mario Arteaga. La tarde del 29 de febrero de 2016, debuta en una gira de preparación en Doha, Catar frente al equipo Aspire de ese país, partido donde México saldría triunfante. Mantuvo regularidad formando parte de las 9 convocatorias de ese año y disputó torneos de carácter amistoso como la Generation Adidas Cup, Torneo de Niigata y el Torneo Cuatro Naciones además de participar en giras del conjunto mexicano por Sudamérica.

#### Sub-21
En 2017 se perdió el Campeonato Sub-17 de la Concacaf de Panamá al estar jugando frecuentemente con el primer equipo del Club América, sin embargo, su nombre apareció en la lista definitiva de jugadores que disputarían la Copa Mundial de Fútbol Sub-17 en la India. Su debut en partido oficial se da el 8 de octubre en la justa mundialista ante su similar de Irak, equipo con el que los aztecas terminarían empatando. En su siguiente partido lograría su primer gol y primer doblete ante la Selección Inglesa, siendo el segundo, el gol número 100 de la escuadra mexicana en mundiales de dicha categoría. Al final, México fue eliminado en la ronda de octavos de final, con Lainez disputando todos los minutos posibles del torneo.
El 22 de mayo de 2018; Lainez fue incluido en la lista definitiva de los 20 jugadores qué jugarían el Torneo Esperanzas de Toulon 2018, con sede en Francia. Debutó el 26 de mayo de 2018 en el Torneo Esperanzas de Toulon de 2018 con gol al minuto 2' y saliendo de cambio al minuto 65' por José Juan Macías en la victoria 4-1 ante Catar.
El 11 de junio de 2018; fue incluido en la lista definitiva de los 20 jugadores qué jugarían el Juegos Centroamericanos y del Caribe 2018, con sede en Barranquilla, Colombia. El 21 de julio de 2018; Lainez debutó en los Juegos Centroamericanos y del Caribe 2018 entrando al minuto 46' por Salvador Reyes en la derrota 2-1 ante Venezuela.

### Selección absoluta
Fue convocado por Ricardo Ferretti con la selección absoluta de México, y debutó en la misma, el 7 de septiembre de 2018, en un amistoso contra Uruguay, del que salieron victoriosos los charrúas por un marcador de 4-1. Jugó su segundo partido contra Estados Unidos, donde México perdió 1-0.

### Participaciones en fases finales
| Torneo                                       | Categoría | Sede           | Resultado        | Partidos | Goles |
| -------------------------------------------- | --------- | -------------- | ---------------- | -------- | ----- |
| Copa Mundial de 2017                         | Sub-17    | India          | Octavos de final | 4        | 2     |
| Campeonato de la Concacaf de 2018            | Sub-20    | Estados Unidos | Subcampeón       | 7        | 0     |
| Juegos Centroamericanos y del Caribe de 2018 | Sub-21    | Barranquilla   | Primera fase     | 3        | 0     |
| Copa Mundial de 2019                         | Sub-20    | Polonia        | Primera fase     | 3        | 0     |
| Liga de Naciones de 2019-20                  | Absoluta  | Concacaf       | Subcampeón       | 3        | 1     |
| Juegos Olímpicos de 2020                     | Sub-23    | Tokio          | Tercer puesto    | 6        | 0     |

## Estadísticas

### Clubes
Actualizado al último partido disputado el 26 de julio de 2025.
| Club                    | Div.          | Temporada     | Liga  | Liga  | Liga   | Copas nacionales | Copas nacionales | Copas nacionales | Copas internacionales | Copas internacionales | Copas internacionales | Total | Total | Total  | Media goleadora |
| Club                    | Div.          | Temporada     | Part. | Goles | Asist. | Part.            | Goles            | Asist.           | Part.                 | Goles                 | Asist.                | Part. | Goles | Asist. | Media goleadora |
| ----------------------- | ------------- | ------------- | ----- | ----- | ------ | ---------------- | ---------------- | ---------------- | --------------------- | --------------------- | --------------------- | ----- | ----- | ------ | --------------- |
| América · México        | 1.ª           | 2016-17       | 9     | 0     | 2      | 2                | 0                | 0                | —                     | —                     | —                     | 11    | 0     | 2      | 0               |
| América · México        | 1.ª           | 2017-18       | 15    | 0     | 0      | 6                | 0                | 0                | 1                     | 0                     | 0                     | 22    | 0     | 0      | 0               |
| América · México        | 1.ª           | 2018-19       | 15    | 5     | 0      | 3                | 0                | 0                | —                     | —                     | —                     | 18    | 5     | 0      | 0.28            |
| América · México        | Total club    | Total club    | 39    | 5     | 2      | 11               | 0                | 0                | 1                     | 0                     | 0                     | 51    | 5     | 2      | 0.1             |
| Real Betis · España     | 1.ª           | 2018-19       | 12    | 0     | 1      | 2                | 0                | 0                | 2                     | 1                     | 0                     | 16    | 1     | 1      | 0.06            |
| Real Betis · España     | 1.ª           | 2019-20       | 15    | 0     | 0      | 3                | 1                | 1                | —                     | —                     | —                     | 18    | 1     | 1      | 0.06            |
| Real Betis · España     | 1.ª           | 2020-21       | 21    | 0     | 2      | 4                | 0                | 2                | —                     | —                     | —                     | 25    | 0     | 4      | 0               |
| Real Betis · España     | 1.ª           | 2021-22       | 7     | 0     | 0      | 2                | 2                | 0                | 4                     | 0                     | 0                     | 13    | 2     | 0      | 0.15            |
| Real Betis · España     | Total club    | Total club    | 55    | 0     | 3      | 11               | 3                | 3                | 6                     | 1                     | 0                     | 72    | 4     | 6      | 0.06            |
| Sporting Braga Portugal | 1.ª           | 2022-23       | 6     | 1     | 2      | 4                | 1                | 0                | 3                     | 0                     | 0                     | 13    | 2     | 2      | 0.14            |
| Sporting Braga Portugal | Total club    | Total club    | 6     | 1     | 2      | 4                | 1                | 0                | 3                     | 0                     | 0                     | 13    | 2     | 2      | 0.14            |
| Tigres México           | 1.ª           | 2022-23       | 19    | 0     | 2      | —                | —                | —                | 9                     | 0                     | 0                     | 28    | 0     | 2      | 0               |
| Tigres México           | 1.ª           | 2023-24       | 31    | 4     | 4      | —                | —                | —                | 6                     | 0                     | 2                     | 37    | 4     | 6      | 0.10            |
| Tigres México           | 1.ª           | 2024-25       | 31    | 2     | 6      | —                | —                | —                | 6                     | 1                     | 2                     | 37    | 3     | 8      | 0.08            |
| Tigres México           | 1.ª           | 2025-26       | 2     | 0     | 1      | —                | —                | —                | 0                     | 0                     | 0                     | 2     | 0     | 1      | 0               |
| Tigres México           | Total club    | Total club    | 83    | 6     | 13     | 0                | 0                | 0                | 21                    | 1                     | 4                     | 104   | 7     | 17     | 0.06            |
| Total carrera           | Total carrera | Total carrera | 183   | 12    | 20     | 26               | 4                | 3                | 31                    | 2                     | 4                     | 240   | 18    | 27     | 0.08            |
| 1. 2. 3.                |               |               |       |       |        |                  |                  |                  |                       |                       |                       |       |       |        |                 |

### Selección de México
Actualizado al último partido jugado el 6 de agosto de 2021.
| Selección         | Año   | Eliminatorias | Eliminatorias | Eliminatorias | Continental | Continental | Continental | Mundial | Mundial | Mundial | Amistosos | Amistosos | Amistosos | Total | Total | Total  | Media goleadora |
| Selección         | Año   | Part.         | Goles         | Asist.        | Part.       | Goles       | Asist.      | Part.   | Goles   | Asist.  | Part.     | Goles     | Asist.    | Part. | Goles | Asist. | Media goleadora |
| ----------------- | ----- | ------------- | ------------- | ------------- | ----------- | ----------- | ----------- | ------- | ------- | ------- | --------- | --------- | --------- | ----- | ----- | ------ | --------------- |
| Sub-17 · México   |       |               |               |               |             |             |             |         |         |         |           |           |           |       |       |        |                 |
| 2017              | —     | —             | —             | —             | —           | —           | 4           | 2       | 0       | —       | —         | —         | 4         | 2     | 0     | 0.50   |                 |
| Total             | 0     | 0             | 0             | 0             | 0           | 0           | 4           | 2       | 0       | 0       | 0         | 0         | 4         | 2     | 0     | 0.50   |                 |
| Sub-20 · México   |       |               |               |               |             |             |             |         |         |         |           |           |           |       |       |        |                 |
| 2018              | —     | —             | —             | 7             | 0           | 2           | —           | —       | —       | —       | —         | —         | 7         | 0     | 2     | 0.00   |                 |
| 2019              | —     | —             | —             | —             | —           | —           | 3           | 0       | 0       | —       | —         | —         | 3         | 0     | 0     | 0.00   |                 |
| Total             | 0     | 0             | 0             | 7             | 0           | 2           | 3           | 0       | 0       | 0       | 0         | 0         | 10        | 0     | 2     | 0.00   |                 |
| Sub-21 · México   |       |               |               |               |             |             |             |         |         |         |           |           |           |       |       |        |                 |
| 2018              | —     | —             | —             | 3             | 0           | 0           | —           | —       | —       | 5       | 1         | 3         | 8         | 1     | 3     | 0.12   |                 |
| Total             | 0     | 0             | 0             | 3             | 0           | 0           | 0           | 0       | 0       | 5       | 1         | 3         | 8         | 1     | 3     | 0.12   |                 |
| Sub-23 · México   |       |               |               |               |             |             |             |         |         |         |           |           |           |       |       |        |                 |
| 2021              | —     | —             | —             | —             | —           | —           | 6           | 0       | 2       | —       | —         | —         | 6         | 0     | 2     | 0.00   |                 |
| Total             | 0     | 0             | 0             | 0             | 0           | 0           | 6           | 0       | 2       | 0       | 0         | 0         | 6         | 0     | 2     | 0.00   |                 |
| Absoluta · México |       |               |               |               |             |             |             |         |         |         |           |           |           |       |       |        |                 |
| 2018              | —     | —             | —             | —             | —           | —           | —           | —       | —       | 2       | 0         | 0         | 2         | 0     | 0     | 0.00   |                 |
| 2019              | —     | —             | —             | 1             | 0           | 0           | —           | —       | —       | 2       | 0         | 0         | 3         | 0     | 0     | 0.00   |                 |
| 2020              | —     | —             | —             | —             | —           | —           | —           | —       | —       | 2       | 1         | 0         | 2         | 1     | 0     | 0.50   |                 |
| 2021              | —     | —             | —             | 2             | 1           | 0           | —           | —       | —       | 5       | 1         | 1         | 7         | 2     | 1     | 0.28   |                 |
| Total             | 0     | 0             | 0             | 3             | 1           | 0           | 0           | 0       | 0       | 11      | 2         | 1         | 14        | 3     | 1     | 0.21   |                 |
| Total             | Total | 0             | 0             | 0             | 13          | 1           | 2           | 13      | 2       | 2       | 16        | 3         | 4         | 42    | 6     | 8      | 0.14            |
| 1. 2.             |       |               |               |               |             |             |             |         |         |         |           |           |           |       |       |        |                 |

#### Partidos internacionales
| Detalle de partidos internacionales | Detalle de partidos internacionales | Detalle de partidos internacionales              | Detalle de partidos internacionales | Detalle de partidos internacionales | Detalle de partidos internacionales | Detalle de partidos internacionales | Detalle de partidos internacionales | Detalle de partidos internacionales |
| N.º                                 | Fecha                               | Estadio                                          | Rival                               | Resultado                           | Goles                               | Asist.                              | Competición                         | Ref.                                |
| Selección Sub-17                    | Selección Sub-17                    | Selección Sub-17                                 | Selección Sub-17                    | Selección Sub-17                    | Selección Sub-17                    | Selección Sub-17                    | Selección Sub-17                    | Selección Sub-17                    |
| ----------------------------------- | ----------------------------------- | ------------------------------------------------ | ----------------------------------- | ----------------------------------- | ----------------------------------- | ----------------------------------- | ----------------------------------- | ----------------------------------- |
| 1.                                  | 8 de octubre de 2017                | Yuva Bharati Krirangan, Calcuta, India           | Irak                                | 1:1                                 |                                     |                                     | Copa Mundial de Fútbol de 2017      | [ 33 ]                              |
| 2.                                  | 11 de octubre de 2017               | Yuva Bharati Krirangan, Calcuta, India           | Inglaterra                          | 3:2                                 | 65' 72'                             |                                     | Copa Mundial de Fútbol de 2017      | [ 34 ]                              |
| 3.                                  | 14 de octubre de 2017               | Estadio Atlético Indira Gandhi, Guwahati, India  | Chile                               | 0:0                                 |                                     |                                     | Copa Mundial de Fútbol de 2017      | [ 35 ]                              |
| 4.                                  | 17 de octubre de 2017               | Estadio Jawaharlal Nehru, Nueva Delhi, India     | Irán                                | 2:1                                 |                                     |                                     | Copa Mundial de Fútbol de 2017      | [ 36 ]                              |
| Selección Sub-20                    |                                     |                                                  |                                     |                                     |                                     |                                     |                                     |                                     |
| 1.                                  | 2 de noviembre de 2018              | IMG Soccer Stadium, Bradenton, Estados Unidos    | Nicaragua                           | 7:0                                 |                                     |                                     | Campeonato de la Concacaf de 2018   | [ 37 ]                              |
| 2.                                  | 4 de noviembre de 2018              | IMG Soccer Stadium, Bradenton, Estados Unidos    | Saint-Martin                        | 0:4                                 |                                     |                                     | Campeonato de la Concacaf de 2018   | [ 38 ]                              |
| 3.                                  | 6 de noviembre de 2018              | IMG Soccer Stadium, Bradenton, Estados Unidos    | Jamaica                             | 2:2                                 |                                     | 66'                                 | Campeonato de la Concacaf de 2018   | [ 39 ]                              |
| 4.                                  | 8 de noviembre de 2018              | IMG Soccer Stadium, Bradenton, Estados Unidos    | Granada                             | 0:8                                 |                                     |                                     | Campeonato de la Concacaf de 2018   | [ 40 ]                              |
| 5.                                  | 16 de noviembre de 2018             | IMG Soccer Stadium, Bradenton, Estados Unidos    | El Salvador                         | 1:0                                 |                                     |                                     | Campeonato de la Concacaf de 2018   | [ 41 ]                              |
| 6.                                  | 19 de noviembre de 2018             | IMG Soccer Stadium, Bradenton, Estados Unidos    | Panamá                              | 2:2                                 |                                     | 60'                                 | Campeonato de la Concacaf de 2018   | [ 42 ]                              |
| 7.                                  | 21 de noviembre de 2018             | IMG Soccer Stadium, Bradenton, Estados Unidos    | Estados Unidos                      | 2:0                                 |                                     |                                     | Campeonato de la Concacaf de 2018   | [ 43 ]                              |
| 8.                                  | 23 de mayo de 2019                  | Stadion GOSiR, Gdynia, Polonia                   | Italia                              | 1:2                                 |                                     |                                     | Copa Mundial de Fútbol de 2019      | [ 44 ]                              |
| 9.                                  | 26 de mayo de 2019                  | Stadion GOSiR, Gdynia, Polonia                   | Japón                               | 0:3                                 |                                     |                                     | Copa Mundial de Fútbol de 2019      | [ 45 ]                              |
| 10.                                 | 29 de mayo de 2019                  | Stadion GOSiR, Gdynia, Polonia                   | Ecuador                             | 1:0                                 |                                     |                                     | Copa Mundial de Fútbol de 2019      | [ 46 ]                              |
| Selección Sub-21                    |                                     |                                                  |                                     |                                     |                                     |                                     |                                     |                                     |
| 1.                                  | 26 de mayo de 2018                  | Stade de Lattre, Aubagne, Francia                | Catar                               | 1:4                                 | 2'                                  | 36'                                 | Esperanzas de Toulon de 2018        | [ 28 ] [ 47 ]                       |
| 2.                                  | 29 de mayo de 2018                  | Stade Marcel Roustan, Salon-de-Provence, Francia | Inglaterra                          | 0:0                                 |                                     |                                     | Esperanzas de Toulon de 2018        | [ 48 ]                              |
| 3.                                  | 1 de junio de 2018                  | Stade Parsemain, Fos-sur-Mer, Francia            | China                               | 1:3                                 |                                     | 36'                                 | Esperanzas de Toulon de 2018        | [ 49 ]                              |
| 4.                                  | 6 de junio de 2018                  | Stade De Lattre, Aubagne, Francia                | Turquía                             | 3:1                                 |                                     | 26'                                 | Esperanzas de Toulon de 2018        | [ 50 ]                              |
| 5.                                  | 9 de junio de 2018                  | Stade Francis Turcan, Martigues, Francia         | Inglaterra                          | 1:2                                 |                                     |                                     | Esperanzas de Toulon de 2018        | [ 51 ]                              |
| 6.                                  | 21 de julio de 2018                 | Estadio Romelio Martínez, Barranquilla, Colombia | Venezuela                           | 1:2                                 |                                     |                                     | Juegos Cen. y del Caribe de 2018    | [ 52 ]                              |
| 7.                                  | 23 de julio de 2018                 | Estadio Romelio Martínez, Barranquilla, Colombia | El Salvador                         | 0:1                                 |                                     |                                     | Juegos Cen. y del Caribe de 2018    | [ 53 ]                              |
| 8.                                  | 25 de julio de 2018                 | Estadio Romelio Martínez, Barranquilla, Colombia | Haití                               | 1:1                                 |                                     |                                     | Juegos Cen. y del Caribe de 2018    | [ 54 ]                              |
| Selección Sub-23                    |                                     |                                                  |                                     |                                     |                                     |                                     |                                     |                                     |
| —                                   | 15 de julio de 2021                 | Municipal de Hiroshima, Hiroshima, Japón         | Fukuyama City                       | 1:4                                 |                                     |                                     | Amistoso                            | [ 55 ]                              |
| 1.                                  | 22 de julio de 2021                 | Ajinomoto, Chofu, Japón                          | Francia                             | 4:1                                 |                                     | 47'                                 | Juegos Olímpicos de 2020            |                                     |
| 2.                                  | 25 de julio de 2021                 | Saitama 2002, Saitama, Japón                     | Japón                               | 2:1                                 |                                     |                                     | Juegos Olímpicos de 2020            |                                     |
| 3.                                  | 28 de julio de 2021                 | Domo de Sapporo, Sapporo, Japón                  | Sudáfrica                           | 0:3                                 |                                     |                                     | Juegos Olímpicos de 2020            |                                     |
| 4.                                  | 31 de julio de 2021                 | Nissan, Yokohama, Japón                          | Corea del Sur                       | 3:6                                 |                                     | 84'                                 | Juegos Olímpicos de 2020            |                                     |
| 5.                                  | 3 de agosto de 2021                 | Kashima, Kashima, Japón                          | Brasil                              | 0:0 (1:4 p.)                        |                                     |                                     | Juegos Olímpicos de 2020            |                                     |
| 6.                                  | 6 de agosto de 2021                 | Saitama 2002, Saitama, Japón                     | Japón                               | 3:1                                 |                                     |                                     | Juegos Olímpicos de 2020            |                                     |
| Selección absoluta                  |                                     |                                                  |                                     |                                     |                                     |                                     |                                     |                                     |
| 1.                                  | 7 de septiembre de 2018             | Estadio NRG, Houston, Estados Unidos             | Uruguay                             | 1:4                                 |                                     |                                     | Amistoso                            | [ 56 ]                              |
| 2.                                  | 11 de septiembre de 2018            | Nissan Stadium, Nashville, Estados Unidos        | Estados Unidos                      | 1:0                                 |                                     |                                     | Amistoso                            | [ 57 ]                              |
| 3.                                  | 22 de marzo de 2019                 | SDCCU Stadium, San Diego, Estados Unidos         | Chile                               | 3:1                                 |                                     |                                     | Amistoso                            | [ 58 ]                              |
| 4.                                  | 26 de marzo de 2019                 | Levi's Stadium, Santa Clara, Estados Unidos      | Paraguay                            | 4:2                                 |                                     |                                     | Amistoso                            | [ 59 ]                              |
| 5.                                  | 11 de octubre de 2019               | Estadio Nacional, Hamilton, Bermudas             | Bermudas                            | 1:5                                 |                                     |                                     | Liga de Naciones de 2019-20         | [ 60 ]                              |
| 6.                                  | 13 de octubre de 2020               | Cars Jeans, La Haya, Países Bajos                | Argelia                             | 2:2                                 | 86'                                 |                                     | Amistoso                            |                                     |
| 7.                                  | 17 de noviembre de 2020             | Merkur Arena, Graz, Austria                      | Japón                               | 0:2                                 |                                     |                                     | Amistoso                            |                                     |
| 8.                                  | 27 de marzo de 2021                 | Cardiff City Stadium, Cardiff, Gales             | Gales                               | 1:0                                 |                                     |                                     | Amistoso                            |                                     |
| 9.                                  | 30 de marzo de 2021                 | Wiener Neustadter, Wiener Neustadt, Austria      | Costa Rica                          | 0:1                                 |                                     |                                     | Amistoso                            |                                     |
| 10.                                 | 29 de mayo de 2021                  | AT&T Stadium, Arlington, Estados Unidos          | Islandia                            | 2-1                                 |                                     | 73'                                 | Amistoso                            |                                     |
| 11.                                 | 3 de junio de 2021                  | Mile High, Denver, Estados Unidos                | Costa Rica                          | 0-0 (5-4 p.)                        |                                     |                                     | Liga de Naciones de 2019-20         | [ 61 ]                              |
| 12.                                 | 6 de junio de 2021                  | Mile High, Denver, Estados Unidos                | Estados Unidos                      | 3-2                                 | 79'                                 |                                     | Liga de Naciones de 2019-20         |                                     |
| 13.                                 | 12 de junio de 2021                 | Mercedes-Benz, Atlanta, Estados Unidos           | Honduras                            | 0-0                                 |                                     |                                     | Amistoso                            |                                     |
| 14.                                 | 30 de junio de 2021                 | Nissan, Nashville, Estados Unidos                | Panamá                              | 3:0                                 | 21'                                 |                                     | Amistoso                            |                                     |

### Resumen estadístico
|                            | Partidos | Goles | Promedio |
| -------------------------- | -------- | ----- | -------- |
| Liga                       | 87       | 5     | 0.05     |
| Copas nacionales           | 20       | 1     | 0.05     |
| Copas internacionales      | 3        | 1     | 0.33     |
| Selección de México sub-17 | 4        | 2     | 0.50     |
| Selección de México sub-20 | 10       | 0     | 0.00     |
| Selección de México sub-21 | 8        | 1     | 0.12     |
| Selección de México sub-23 | 6        | 0     | 0.00     |
| Selección de México        | 14       | 3     | 0.21     |
| Total                      | 152      | 13    | 0.08     |

## Palmarés

### Títulos nacionales
| Título               | Club        | País   | Año  |
| -------------------- | ----------- | ------ | ---- |
| Liga MX              | América     | México | 2018 |
| Copa del Rey         | Real Betis  | España | 2022 |
| Liga MX              | Tigres UANL | México | 2023 |
| Campeón de Campeones | Tigres UANL | México | 2023 |

### Títulos internacionales
| Título                          | Club (*)                      | País                   | Año  |
| ------------------------------- | ----------------------------- | ---------------------- | ---- |
| Juegos Olímpicos                | México Sub-23                 | Japón                  | 2021 |
| Copa de Oro de la Concacaf      | Selección de fútbol de México | Estados Unidos- Canadá | 2023 |
| Liga de Naciones de la Concacaf | México                        | Concacaf               | 2025 |

(*) Incluyendo la Selección

### Distinciones individuales
| Distinción                                                       | Año  |
| ---------------------------------------------------------------- | ---- |
| Mejor jugador del Torneo Esperanzas de Toulon.                   | 2018 |
| Incluido en el Once Ideal del Torneo Esperanzas de Toulon.       | 2018 |
| Incluido en el Once Ideal del Campeonato Sub-20 de la Concacaf.  | 2018 |
| Incluido en el Equipo de la Semana de la Liga Europa de la UEFA. | 2019 |